# Великая Загоровка
Вели́кая За́горовка (укр. Вели́ка За́горівка) — село, расположенное на территории Борзнянского района Черниговской области (Украина).
Население составляет 954 жителя (2025 год). Впервые упоминается в 1575 году.
Село Великая Загоровка находится примерно в 10 км к югу от центра города Борзна. Средняя высота населённого пункта — 128 м над уровнем моря. Село находится в зоне умеренно континентального климата.
Национальный состав представлен преимущественно украинцами, конфессиональный состав — христианами.